# Кашка
Кашка (на английски: Kaska) е северноамериканско индианско племе, което живее в планинския район отводняван от река Лиард в южната част на Юкон и северната част на Британска Колумбия в Канада. В средата на 19 век четири техни подразделения живеят в земите около езерото Франсис, Горната част на Лиард, по Дийс Ривър и в Нелсън. Със своите съседи талтан и тагиш те говорят един език на Атабаското езиково семейство.

## Култура
Начина им на живот и материална култура общо взето са сходни с тези на останалите атабаски племена от Юконското плато, особено с тези в чиито земи липсва сьомгата и мигриращите стада карибу. Мъжете ловуват основно елени, но също така и бизони, планински кози, планински овце, и множество дребни животни. Месото се консумира варено или сушено. През лятото хората ловят сьомга и друга риба. Жените допълват храната със събиране на горски плодове и някои други растителни храни. Основни жилища са конични или A – подобни дървени хижи, покрити с чимове, треви, или кожи. Основна обществена единица е местната група, състояща се от едно разширено семейство ръководено от вожд. Няколко такива местни групи образуват по-големи регионални групи. Повечето от хората в тези групи принадлежат към двата основни екзогамни матрилинейни клана – Вълк и Врана. Облеклото им обикновено е изработвано от пришити кожи на карибу. И двата пола носят препаски, кожени ризи (с качулка през зимата), и гамаши закрепени към мокасини през зимата. Друго зимно облекло включва ръкавици без пръсти и кожени кожуси. Дрехите често са украсени с бродерия от бодли на бодливо свинче, кожени ресни и други орнаменти. Хората татуират телата си и носят накити на ушите. От края на детството момчетата започват подготовка за търсенето на видение, чрез което да се сдобият с дух – закрилник, както и да тренират своята издръжливост и сила чрез различни физически натоварвания. Жените и девойките са уединени и наблюдават различни табута по време на техния менструален цикъл.

## История
Територията на кашка е една от последните, които са проучени от компанията Хъдсън Бей след 1834 г. Първоначално кашка търгуват с посредничеството на тлингит във Форт Симпсън. След 1821 г. е построен Форт Холкът в сърцето на територията им. Хората постепенно започват да разчитат повече на европейските стоки и инструменти. Територията на кашка е нападната от златотърсачи през 1870 г. и отново по време на златната треска в Клондайк през 1897 г. Католическа мисия е създадена през 1926 г. В началото на 1940те Аляската магистрала е построена през тяхната територия.
Днес има пет федерално признати групи, които образуват Кашка Първа нация – Лайърд Първа нация, Дийс Ривър Първа нация, Дейли дена, Рос Ривър Съвет дена и Куадача Първа нация.
Важни икономически дейности за племето остават риболова, ловуването с капани и туризма.